# Постира
Постира је насељено место и седиште општине у Сплитско-далматинској жупанији, на острву Брачу, Република Хрватска.

## Историја
До територијалне реорганизације у Хрватској налазила се у саставу старе општине Брач.

## Становништво
На попису становништва 2011. године, општина Постира је имала 1.559 становника, од чега у самој Постири 1.429.

### Општина Постира
| Број становника по пописима | Број становника по пописима | Број становника по пописима | Број становника по пописима | Број становника по пописима | Број становника по пописима | Број становника по пописима | Број становника по пописима | Број становника по пописима | Број становника по пописима | Број становника по пописима | Број становника по пописима | Број становника по пописима | Број становника по пописима | Број становника по пописима | Број становника по пописима |
| --------------------------- | --------------------------- | --------------------------- | --------------------------- | --------------------------- | --------------------------- | --------------------------- | --------------------------- | --------------------------- | --------------------------- | --------------------------- | --------------------------- | --------------------------- | --------------------------- | --------------------------- | --------------------------- |
| 1857                        | 1869                        | 1880                        | 1890                        | 1900                        | 1910                        | 1921                        | 1931                        | 1948                        | 1953                        | 1961                        | 1971                        | 1981                        | 1991                        | 2001                        | 2011                        |
| 1.605                       | 1.780                       | 1.978                       | 2.158                       | 2.244                       | 2.117                       | 1.710                       | 1.677                       | 1.587                       | 1.613                       | 1.758                       | 1.632                       | 1.465                       | 1.495                       | 1.553                       | 1.559                       |

Напомена: Настала из старе општине Брач.

### Постира (насељено место)
| Број становника по пописима | Број становника по пописима | Број становника по пописима | Број становника по пописима | Број становника по пописима | Број становника по пописима | Број становника по пописима | Број становника по пописима | Број становника по пописима | Број становника по пописима | Број становника по пописима | Број становника по пописима | Број становника по пописима | Број становника по пописима | Број становника по пописима | Број становника по пописима |
| --------------------------- | --------------------------- | --------------------------- | --------------------------- | --------------------------- | --------------------------- | --------------------------- | --------------------------- | --------------------------- | --------------------------- | --------------------------- | --------------------------- | --------------------------- | --------------------------- | --------------------------- | --------------------------- |
| 1857                        | 1869                        | 1880                        | 1890                        | 1900                        | 1910                        | 1921                        | 1931                        | 1948                        | 1953                        | 1961                        | 1971                        | 1981                        | 1991                        | 2001                        | 2011                        |
| 1.127                       | 1.194                       | 1.308                       | 1.472                       | 1.526                       | 1.402                       | 1.710                       | 1.220                       | 1.152                       | 1.170                       | 1.330                       | 1.302                       | 1.238                       | 1.287                       | 1.375                       | 1.429                       |

Напомена: До 1981. исказивано под именом Постире. У 1921. садржи податке за насеље Дол.

### Попис1991.
На попису становништва 1991. године, насељено место Постира је имало 1.287 становника, следећег националног састава:
| Попис 1991.‍   | Попис 1991.‍  | Попис 1991.‍ | Попис 1991.‍ | Попис 1991.‍ |
| ------------- | ------------ | ----------- | ----------- | ----------- |
|               |              |             |             |             |
| Хрвати        | Хрвати       |             | 1.257       | 97,66%      |
| Албанци       | Албанци      |             | 5           | 0,38%       |
| Срби          | Срби         |             | 4           | 0,31%       |
| Мађари        | Мађари       |             | 3           | 0,23%       |
| Југословени   | Југословени  |             | 2           | 0,15%       |
| Пољаци        | Пољаци       |             | 2           | 0,15%       |
| Муслимани     | Муслимани    |             | 1           | 0,07%       |
| Словенци      | Словенци     |             | 1           | 0,07%       |
| остали        | остали       |             | 1           | 0,07%       |
| неопредељени  | неопредељени |             | 7           | 0,54%       |
| регион. опр.  | регион. опр. |             | 1           | 0,07%       |
| непознато     | непознато    |             | 3           | 0,23%       |
| укупно: 1.287 |              |             |             |             |